# Bài thiệu
Lời thiệu, bài thiệu hay thiệu là bản tóm tắt thành văn nội dung của một bài sáo lộ (bài quyền hoặc bài binh khí) trong các môn phái võ thuật cổ truyền Trung Hoa và Việt Nam. Trong võ thuật Trung Hoa, các lời thiệu được gọi là ca quyết (歌訣, ge jue) hay khẩu quyết.

## Mục đích
Không chỉ giúp võ sinh khi luyện tập bài sáo lộ dễ nhớ, dễ thuộc, mục đích cao hơn, lời thiệu giúp bài tránh được tình trạng thất thoát hay sai lạc về sau, khi mà hầu hết các võ phái cổ truyền trước kia đều được âm thầm truyền dạy trong các gia tộc.

## Đặc điểm
Do những mục đích nói trên, lời thiệu hầu như không thể tìm thấy tại các môn phái võ thuật các nước khác ngoài Việt Nam và Trung Quốc. Lời thiệu được viết rất ngắn gọn, dễ nhớ, dễ thuộc. Nội dung của lời thiệu bao gồm tên các chiêu thức xếp theo thứ tự bài, các yếu lĩnh để luyện tập và biểu diễn đúng tinh thần của bài. Trong thực tế người ta dễ dàng bắt gặp sự đa dạng của lời thiệu ngay cả cho một bài sáo lộ cụ thể: khi thì chỉ ra từng động tác rất chi tiết như trong lời thiệu của Diệp Chuẩn, khi thì chỉ khái quát thành từng cụm chiêu thức, các thế chiến đấu mà một thế bao gồm nhiều động tác, hoặc các phân đoạn của bài như lời thiệu của Diệp Vấn, Lương Quang Mãn trong võ phái Vịnh Xuân Quyền Trung Hoa. Sự đa dạng này không chỉ bởi các bài đã ít nhiều bị thất truyền, sai lạc hoặc được bổ sung, sửa đổi qua thời gian, mà còn có thể do dụng ý của từng võ sư khác nhau. Người ta cũng bắt gặp sự hình tượng hóa các chiêu thức rất phổ biến trong các bài quyền và binh khí của Thái cực quyền, Thiếu Lâm tự hay các phái võ ở Bình Định, Việt Nam, khi lấy biểu tượng trong thiên nhiên (động vật, cây cỏ, hoa lá v.v.) làm tinh thần cho từng chiêu thức của bài, đưa vào lời thiệu với dụng ý giúp môn sinh môn phái mình hiểu và ứng dụng được, nhưng lại là những ẩn số đối với người môn phái khác nhằm tránh cho các tuyệt kỹ khỏi bị nhòm ngó. Một đặc điểm cũng rất cơ bản và là một trong những đặc điểm phân biệt giữa võ Ta và võ Tàu, nói khác đi là võ ta (võ Việt Nam) và võ Trung Quốc (võ Tàu), đó là lời thiệu các môn [[võ cổ truyền Việt Nam thường là các bài thơ, phú có vần điệu, trong khi các võ phái Trung Quốc chỉ chú trọng vào việc liệt kê các chiêu thức từ đầu đến cuối bài. Các võ phái Trung Quốc cũng rất ít nhấn mạnh những ca quyết về đặc điểm của bài sáo lộ trong lời thiệu. Chính vì lẽ đó, đôi khi người ta cho rằng các bài thảo trong võ Trung Hoa về cơ bản không có lời thiệu, hiểu theo nghĩa lời thiệu mà các bài thảo của võ cổ truyền Việt Nam vẫn thường có.